# Gauntlet (comics)
Pour les articles homonymes, voir Gauntlet.
Gauntlet est un super-héros créé par Marvel Comics. Il est apparu pour la première fois dans She-Hulk #100.

## Biographie fictive
On ne sait rien du passé de Joseph Green, sauf le fait que c'est un militaire de carrière, qu'il a servi au Moyen-Orient et que son gant droit a une version gauche, que possède la jeune Armory, et Southpaw avant elle.
Green a acquis son "gant" lors d'une mission au Soudan, quand deux créatures cosmiques au potentiel énorme se seraient affrontées au-dessus de la Terre et entretuées. Green fut donc chargé de récupérer les restes, en particulier l'arme d'une des deux entités. Mais une fois sur place, lui et son équipe firent face à des agents de l'HYDRA. Pendant le combat, il enfila le bras droit d'une des créatures et parvint à utiliser l'artefact, qui fusionna avec son système nerveux, le rendant impossible à retirer.
À la fin du crossover Civil War, Green, désormais surnommé Gauntlet, fut recruté par Iron Man et Henry Gyrich (en) pour servir de sergent instructeur au Camp Hammond, base para-militaire destiné à former les recrues du Projet Initiative.
Green s'installa avec sa famille au Camp et mena la vie dure aux cadets, en particulier les anciens New Warriors qu'il considère comme des dangers depuis l'explosion de Stamford.
À l'insu de tous, Gauntlet fut un soir attaqué brutalement et marqué d'un grand NW sur la poitrine par Slapstick, irrité par les insultes constantes du militaire. Lors de sa convalescence, Green fut remplacé par le Maître de corvée.
Gauntlet sortit du coma le jour où un clone de MVP devenu fou (KIA), armé de l'autre gant, provoqua mort et destruction au Camp Hammond. C'est en fait l'artefact qui réveilla Green en lui injectant une drogue inconnue et le contrôla.

### Secret Invasion
Quand les Skrulls lancèrent un assaut de masse sur NYC, Green protégea ses cadets en les enfermant dans le camp. Mais il fut ensuite trompé par un Skrull transformé en Hank Pym, le sommant d'envoyer les recrues combattre à NYC.
À la fin de l'invasion, Gauntlet se résigna à prendre la place de chef du Camp Hammond, alors que les autres héros instructeurs quittaient l'installation, ne voulant pas travailler sous les ordres du nouveau directeur de la sécurité, Norman Osborn.
Quand ce dernier voulut récupérer l'artefact en lui faisant trancher le bras par Arès, Green s'échappa et rejoignit la Résistance des Vengeurs (les anciens New Warriors).

## Pouvoirs
- Gauntlet possède un gant métallique gigantesque (d'où son nom), qu'il porte à la main droite. Lié par symbiose physique, ce gant génère de l'énergie à distance ou un champ de force ressemblant à une main géante pour le corps à corps.
- Gauntlet est un soldat entrainé à la guerre, sur le terrain, et sert aussi d'instructeur au combat tactique.